# Escudo de Entre Ríos
El escudo de armas de la provincia de Entre Ríos es el símbolo heráldico que representa a dicha provincia de la República Argentina, desde el 12 de marzo de 1822.
La provincia de Entre Ríos utilizó, durante la breve existencia de la República de Entre Ríos, un escudo diseñado por Francisco Ramírez que consistía en una pluma de ñandú. Dicho escudo fue reemplazado el 12 de marzo de 1822 por uno diseñado por Casiano Calderón. La ley que lo proclamó determinó lo siguiente: 

Ningún particular tiene derecho para dar sellos ni acordar distintivos en la provincia, sino el Congreso. Son en consecuencia incompetentes todos los que se han introducido hasta el presente. El sello de la provincia será en adelante un escudo ovalado, y formado con un cordón por el canto, y dos ramos de laurel por dentro. El óvalo se dividirá horizontalmente en dos cuarteles irregulares. La division la harán dos manos entrelazadas. En el superior, de menor extensión, habrá una medalla de plata en campo grana, con esta inscripcion distribuida proporcionalmente, por la parte de arriba «Provincia de Entre-Rios.» En el inferior, de mayor extensión, habrá un sol de oro en campo verde. Por encima de él se verá esta inscripción distribuida del mismo modo: «Unión, Libertad y Fuerza.»

El escudo se modificó en 1837, cumpliendo una ley del 16 de marzo del año anterior, por el cual se reemplazó la palabra "Unión" por "Federación". 
Con el correr del tiempo se reprodujeron numerosas variantes del escudo. Para intentar establecer la verdadera imagen y elementos heráldicos, el gobierno entrerriano encargó una investigación al director del Archivo Histórico de Entre Ríos, D. Guillermo Saraví. Tomando en cuenta su trabajo y otro realizado por el director del Museo Histórico de Entre Ríos Martiniano Leguizamón, se dictó la Ley Provincial n.º 4676 del 23 de octubre de 1967, que oficializa al escudo actualmente vigente.

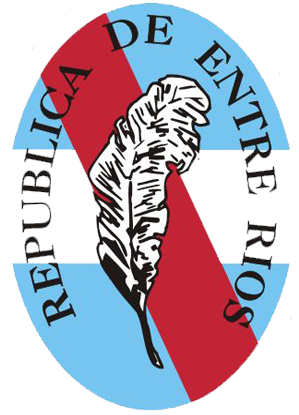
Escudo de la República de Entre Ríos (1820-1821)